# Gewog di Sangbay
Il gewog di Sangbay è uno dei sei raggruppamenti di villaggi del distretto di Haa, nella regione Occidentale, in Bhutan.